# Robin George
Robin George, właśc. Robin Charles George Sidebotham (ur. 1956 w Wolverhampton, zm. 26 kwietnia 2024) – brytyjski gitarzysta i wokalista rockowy oraz producent muzyczny.

## Życiorys
Muzyczną karierę rozpoczął we własnym zespole Life, który wydał jeden singel pn. „Too Late”. W skład tego zespołu wchodzili także Mark Stanway i Dave Holland. Później był członkiem zespołu Byron Band, którego frontmanem był David Byron. George uczestniczył w nagraniu debiutanckiego albumu Byron Band, zatytułowanego On the Rocks. W 1982 roku opuścił zespół i skoncentrował się na karierze solowej. W 1983 roku podpisał kontrakt z Arista Records, w wyniku którego m.in. wydano singel „Go Down Fighting”. Po zerwaniu współpracy z Arista zaczął pracować jako producent, m.in. dla zespołu Wrathchild. W 1984 roku podpisał kontrakt z Bronze Records. Efektem umowy było nagranie i wydanie albumu pt. Dangerous Music. Pochodzący z niego utwór „Frontline” był notowany na listach Hot 100 i UK Singles Chart, a sam album także na UK Albums Chart. Następnie ponownie pracował jako producent, a w 1990 roku wspólnie z Seanem Harrisem założył projekt Notorious. Z uwagi na nieporozumienia muzyków z wytwórnią Notorious został rozwiązany trzy tygodnie po ukazaniu się ich albumu. Następnie George wznowił pracę jako producent. Współpracował m.in. z Robertem Plantem, Philem Lynottem, Glennem Hughesem i Johnem Wettonem. W 2001 roku nagrał album pt. Rock of Ageists, a w późniejszym czasie również kolejne.

## Dyskografia
- Dangerous Music (1984)
- Rock of Ageists (2001)
- Dangerous Music Live '85 (2004, koncertowa)
- Bluesongs (2004)
- Crying Diamonds (2006)
- Sweet Revenge – z Glennem Hughesem (2008)
- You – z Victorią Perks (2012)
- Dangerous Music II (2015)
- Rogue Angels (2018)
- Wilderness (2021)